# 태안초등학교 (충남)
태안초등학교는 대한민국 충청남도 태안군 태안읍 남문리에 있는 공립 초등학교이다.

## 학교 연혁
| 1911년 | 9월 1일   | 태안공립보통학교 개교                 |
| 1938년 | 4월 1일   | 태안공립심상소학교로 개칭             |
| 1941년 | 4월 1일   | 태안공립국민학교로 개칭               |
| 1949년 | 12월 31일 | 태안국민학교로 개칭                   |
| 1996년 | 3월 1일   | 태안초등학교로 개칭                   |
| 2016년 | 2월 19일  | 제103회 졸업(총 21,659명)             |
| 2016년 | 3월 1일   | 초등 28학급(도움2), 유치원 3학급 편성 |
| 2017년 | 2월 10일  | 제104회 졸업(총 21,765명)             |
| 2017년 | 3월 1일   | 초등 28학급(도움2), 유치원 3학급 편성 |

## 참고 자료
- 태안초등학교 - 한국교육학술정보원 학교알리미